# Tuhu-Kesu
Tuhu-Kesu este o arie protejată (arie de protecție specială avifaunistică — SPA) din Estonia întinsă pe o suprafață de 19.296,6 ha, integral pe uscat.

## Localizare
Centrul sitului Tuhu-Kesu este situat la coordonatele 58°39′00″N 24°02′58″E / 58.6499°N 24.0495°E.

## Înființare
Situl Tuhu-Kesu a fost declarat arie de protecție specială avifaunistică în aprilie 2004 pentru a proteja 13 specii de animale.

## Biodiversitate
Situată în ecoregiunea boreală, aria protejată nu include niciun habitat protejat.
La baza desemnării sitului se află mai multe specii protejate de  păsări (13): rață mare (Anas platyrhynchos), erete cenușiu (Circus pygargus), sfrâncioc roșiatic (Lanius collurio), sfrâncioc mare (Lanius excubitor), sitar de mâl (Limosa limosa), culic mare (Numenius arquata), Numenius phaeopus, ploier auriu (Pluvialis apricaria), silvie porumbacă (Sylvia nisoria), cocoșul de mesteacăn (Tetrao tetrix tetrix), fluierar de mlaștină (Tringa glareola), fluierarul cu picioare roșii (Tringa totanus), nagâț (Vanellus vanellus)
Pe lângă speciile protejate, pe teritoriul sitului au mai fost identificate 11 specii de plante, 1 specie de mamifere, 2 specii de nevertebrate.